# Новогвинейские дрозды
Новогвинейские дрозды (лат. Amalocichla) — род воробьиных птиц птиц из семейства Австралийские зарянки.

## Виды
- Большой новогвинейский дрозд Amalocichla sclateriana De Vis, 1892
- Малый новогвинейский дрозд Amalocichla incerta (Salvadori, 1876)